# زیربخش سیلیگوری
زیربخش سیلیگوری (بنگالی: শিলিগুড়ি মহকুমা) یک زیربخش در بخش دارجیلینگ واقع‌در ایالت بنگال غربی، هند است.

## جمعیت‌شناسی
دین در زیربخش سیلیگوری (۲۰۱۱)
بر اساس سرشماری سال ۲۰۱۱ هندوها ۸۰۳٬۸۸۸ نفر بوده و ۸۲٫۷۸٪ جمعیت را تشکیل داده‌اند. تعداد مسلمانان ۹۱٬۴۷۸ نفر بود و ۹٫۴۲٪ جمعیت را تشکیل می‌دادند. تعداد مسیحیان ۶۱٬۴۷۷ نفر بود و ۶٫۳۳٪ جمعیت را تشکیل می‌دادند. تعداد بوداییان ۷۵۳۴ نفر بود و ۰٫۷۸٪ جمعیت را تشکیل می‌دادند. برخی دیگر ۶۷۳۳ نفر بودند و ۰٫۶۹٪ جمعیت را تشکیل می‌دادند.
زبان‌های زیربخش سیلیگوری، ۲۰۱۱